# The Japanese House
The Japanese House, pseudonimo di Amber Mary Bain (Watford, 13 luglio 1995), è una cantante britannica.

## Biografia
Bain nasce a Watford ma durante la sua infanzia non ha una dimora fissa, spostandosi da Harrow a Buckinghamshire. Ha cominciato ad avvicinarsi alla musica all’età di undici anni, aiutata dal padre, anch’egli musicista: il suo aiuto fu decisivo affinché la cantante, ai tempi dell università, si dedicasse esclusivamente alla musica. Nel 2012 il cantante dei The 1975, Matty Healy, suo amico da tempo, le propose di sostenerla nella firma di un contratto per l’etichetta Dirty Hit. Ha scelto lo pseudonimo The Japanese House per non rivelare il suo sesso e il suo nome, ma in seguito ha scelto di rendere pubblica la sua identità. Nel 2015 e nel 2016 ha supportato i The 1975 in tournée, mentre tra il febbraio e il marzo 2017 è partita per il suo primo tour principale in Nord America. Nel 2017 è stata candidata nell'annuale lista Sound of... stilata dalla BBC. Dopo numerosi EP, ha pubblicato il suo album di debutto, intitolato Good at Falling, nel 2019. Ha raggiunto la 64ª posizione della Official Albums Chart ed è stato accolto positivamente dalla critica specializzata. Nell'autunno del medesimo anno ha avuto luogo il suo secondo tour nordamericano.

## Discografia

### Album
- 2019 – Good at Falling
- 2023 – In the End It Always Does

### EP
- 2015 – Pools to Bathe In
- 2015 – Clean
- 2016 – Swim Against the Tide
- 2017 – Saw You in a Dream
- 2019 – The LA Sessions

### Singoli
- 2015 – Still
- 2015 – Pools to Bathe In
- 2015 – Teeth
- 2015 – Sister
- 2015 – Clean
- 2015 – Cool Blue
- 2015 – Letter by the Water
- 2015 – Sugar Pill
- 2016 – Face Like Thunder
- 2016 – Swim Against the Tide
- 2016 – Good Side In
- 2017 – Saw You in a Dream
- 2017 – Somebody You Found
- 2017 – 3/3
- 2018 – Lilo
- 2018 – Follow My Girl
- 2019 – Maybe You're the Reason
- 2019 – We Talk All the Time
- 2019 – Something Has to Change